# The Art of Creating Confusing Spirits
The Art of Creating Confusing Spirits — третий полноформатный студийный альбом проекта Diorama, выпущенный в 2002 году лейблом Accession Records.

## Музыка
В музыкальном плане альбом продолжил идеи прошлого релиза, при этом усовершенствовав, продвинув и углубив их, а также полностью отойдя от дарквейв-стилистики. Сами же музыкальные композиции большей своей частью представляют динамичные танцевальные «боевики» с мощными битами («Last Minutes», «Kiss Of Knowledge», «All That Matters», «Howland Road»), но также имеются и лирические весьма спокойные и медлительные баллады («Staring», «A Few Days Off», «The Convenience Of Being Absent»).

## Критика
Белорусское издание «Музыкальная газета» назвало данный релиз «одним из самых интересных и крепких альбомов группы», имеющий «серьёзный коммерческий и мелодический потенциал». При этом звучание альбома имеет свой уникальный, мощный и харизматический звук, придающий группе собственное лицо.

## Список композиций
1. «Velocity» — 5:50
2. «Last Minute» — 4:14
3. «Kiss of Knowledge» — 4:51
4. «Howland Road» — 5:37
5. «Staring» — 4:33
6. «All That Matters» — 4:52
7. «Brainwashed» — 6:08
8. «Home to Millions» — 4:56
9. «Forgotten» — 4:54
10. «A Few Days Off» — 5:09
11. «Klarheit» — 5:16
12. «Pain Management» — 3:57
13. «The Convenience of Being Absent» — 5:15